# 全日本おかあさんコーラス大会
全日本おかあさんコーラス大会(ぜんにっぽんおかあさんコーラスたいかい、JCA Mothers' Chorus Festival )は、毎年8月に開催される、「おかあさんコーラス」を対象とした日本の合唱大会である。全日本合唱連盟と朝日新聞社が主催して、現在はキユーピー株式会社が協賛している。

## 歴史
昭和40年代の全日本合唱連盟（以下、「連盟」と略す）は、それまで積極的に活動していた大学生がコンクール等にあまり積極的でなくなり、当時の連盟理事長・石井歓は「積極的に連盟を支持してくれる人たちはおかあさんではなかろうか」と考える。石井は秋山日出夫等の指揮者に「おかあさんコーラスを盛んにしてください」と依頼するが、それだけでは十分でなく、おかあさんコーラスを対象とした全国規模の大会を模索し始める。
連盟は1967年（昭和42年）に非公式の「おかあさんコーラス全国大会」を開催、1974年（昭和49年）まで毎年開催した。1975年（昭和50年）に神戸市でおかあさんコーラスを対象とした「全日本合唱祭」を開催、翌年には福岡市で「ママさんコーラス全国大会」と名を変え、翌々年には東京で開催した。この3回の「プレ大会」が成功に終わったことから、石井は「おかあさん方に芸術を知っていただくことが、健康な家庭を作るために必要だ」との信念を掲げ、1978年（昭和53年）に、「全日本ママさんコーラス大会」として第1回が開催された。なお大会名称は第3回（昭和55年）から現在の名称となっている。「合唱というと、三十人か四十人かがつっ立って、まじめに歌うだけ、それも立派なことですけど、歌っていて動きたくなれば動いたっていいじゃないか、というふうならくな気持で合唱を楽しむことをおかあさんコーラスを軸にしてやったというのが出発点でした。」と石井は述べ、全日本合唱コンクールとの差別化を図っている。例えば第3回では選考委員に小松左京、藤本統紀子といった合唱界としては「異色の人」を迎え、小松は講評で「一種のカルチャーショックを受けた」と述べている。第4回では石井自ら作曲したテーマソング『ひまわりの風』が発表され、後に石井の女声合唱曲集『歓びのうた』や連盟編集の愛唱歌集『うたのブーケ』にも収められている。
第9回から第15回までは少年少女合唱祭全国大会（現在のこどもコーラスフェスティバル）が併催されていたが、参加団体数の増加により少年少女大会を独立させ、第16回大会より現行の2日間開催となった。第25回では記念大会として3日間開催も行った。第1回の参加団体数が支部大会222団体、全国大会25団体であったが第29回では予選大会1,020団体、全国大会54団体となっている。
2020年の第43回、2021年の第44回大会は、新型コロナウイルス感染症の流行の収束予測が立たないため、全国大会を中止した。
発足当初から、フェスティバルとしての性格を重視しつつ音楽性を含む評価をする、という形式をとってきており、大会では選曲、演出、衣装などにも工夫を凝らしたステージを見ることができる。歴代の受賞団体は音楽的に優れた演奏であることはもちろん、衣装やパフォーマンス等、視覚的にも訴える演奏が多い。一方で「パフォーマンス是か非かという問題は、今でもおかあさんコーラスの話になると必ず出てきますし、それが賞の出し方にも影響してきまして、踊らないともらえないの、などという声も、いまだに出ています。」として、「パフォーマンスすることで音楽が生きてくるような方向、もう一つはいわゆるシリアスな路線も出てきて」、二極分化の傾向は現在まで続いている。
第1回で司会を務めた眞理ヨシコは「おかあさんが自分たちだけで歌うなんてことはないと思っていました。私は子供の番組をやっていましたから、子供と一緒に歌うとか、時々一人で口ずさむとか、そんなものだと思っていたんですが、あそこではじめて、おかあさんって、こんなに歌うんだっていうことを知りました。世の中が、高度成長ということで開いてきましたね。おかあさんたちが何かやりたい、でも何をしていいかわからない、ということをきいていましたから、こんな形でおかあさんたちが集ったんだというふうに思いました。」と述べる。
第1日の終了後に全国から集まる出演者を歓迎する交流パーティー（1日開催の時代は前夜祭）、閉会式の際に出演者全員による「夏の思い出」の合同合唱が恒例となっている。

## 現行の大会規定
出場資格のある合唱団は、連盟の正会員たる各都府県（北海道は地区）の合唱連盟に加盟している、主として成人女性で編成された6名以上の女声合唱団である。男性が合唱団員に入る（カウンターテナーなど）ことは2023年までは不可であったが2024年より可となっている。また指揮者・伴奏者・独唱者の参加資格は問われないので、当初より男性も可である。
全国大会への出場団体を決めるため、連盟の9支部において予選にあたる支部大会が行われ、支部大会で優れた演奏をして選考委員の推薦を受けると全国大会に出場することができる。推薦基準は全国統一ではなく、各支部独自で決めることとされている。全国大会への出場団体数は、各支部の参加団体数によって決められる。
全国大会は毎年会場が異なっていて、連盟の理事会で開催会場が決定される。各団体の演奏時間は曲間も含めて8分以内で、曲目、伴奏楽器は自由である。課題曲は定められていない。5名の選考委員による選考により、各日ごとに総出場団体の約3分の1程度の優秀な団体に「ひまわり賞」、ひまわり賞以外で優秀な演奏を披露した団体に「おかあさんコーラス賞」が贈られる。1981年から1998年までは2日間を通しての最優秀団体に「グランプリ」が贈られていた。グランプリは一度廃止されたが、2018年より再度選ばれることとなった。
優秀団体の選出は選考委員によって行われるが、瞬間的な芸術を見逃すことがないよう、選考委員には演奏曲の楽譜が用意されない。選考委員は全日本合唱連盟理事が必ず1名入る以外は、指揮者や声楽家、作曲家などの音楽家のほか、演出家等舞台芸術を総合的に判断する人物が選考委員として招かれている。